# Радостув-Другий
Радостув-Другий (пол. Radostów Drugi) — село в Польщі, у гміні Частари Верушовського повіту Лодзинського воєводства.
У 1975-1998 роках село належало до Каліського воєводства.